# Święta Katarzyna (Sainte-Croix)
Pour les articles homonymes, voir Święta Katarzyna.
Święta Katarzyna est une localité polonaise de la gmina de Bodzentyn, située dans le powiat de Kielce en voïvodie de Sainte-Croix.